# Evansville (Wyoming)
Evansville – miasto w Stanach Zjednoczonych, w stanie Wyoming, w hrabstwie Natrona.